# Gabriel Sandoval Lasso
Gabriel Sandoval Lasso (San Vicente del Caguán, 1954) es un político colombiano, que se desempeñó como Gobernador del Departamento de Caquetá entre 1992 y 1994.

## Biografía
Nació en San Vicente del Caguán, más específicamente en la vereda Guacamayas, en la entonces Intendencia de Caquetá, en 1954. Estudió Ciencias Sociales en la Universidad de la Amazonía; posee una especialización en gobierno, gerencia y asuntos públicos de la Universidad Externado de Colombia y una Maestría en estudios políticos de la Universidad Javeriana.
Comenzó su carrera como profesor y más adelante fue líder sindical del magisterio. Se desempeñó en múltiples mandatos como miembro de la Asamblea Departamental de Caquetá, llegando a presidir tal corporación en 1985. En las elecciones regionales de 1991 resultó elegido Gobernador de Caquetá por el Partido Liberal con 16.434 votos, siendo el primer gobernador por votación popular en la historia del departamento.
Fue candidato al Senado de la República de Colombia en las elecciones legislativas de 1998, sin éxito. Más adelante se desempeñó como Secretario de Educación de Florencia y, en tal calidad, como Alcalde Encargado de la ciudad. Durante las elecciones presidenciales de 2014, fue gerente de campaña de Juan Manuel Santos en Caquetá.